# Sagno
Sagno is een plaats en voormalige gemeente in het Zwitserse kanton Ticino, en maakt deel uit van het district Mendrisio.
Sagno telt 275 inwoners.

## Geschiedenis
Sagno fuseerde op 25 oktober 2009 met Bruzella, Cabbio, Caneggio, Morbio Superiore en Muggio tot de gemeente Breggia.